# 諾吉拉·叻卡准南袞
諾吉拉·叻卡准南袞（曾被誤譯為農吉拉· 叻卡準娜袞，羅馬化：Nopjira Lerkkajornnamkul，1995年2月25日—），出生於泰國，暱稱Ferny或Fern，為泰國One 31電視台的新生代女演員。2019年，與泰國男星朋抔·里拉塔納卡鄒（Tor）合作主演One台電視劇《鐵石心腸2019》而為人熟知。

## 演藝經歷
Ferny就讀大學時，曾擔任各個學生活動的代表，之後透過選美競賽《泰國棕櫚女神大賽》嶄露頭角，正式進入演藝圈。後簽約GMM Grammy旗下演藝公司“EXACT”，成為One 31電視台的旗下藝人。隨後參加電視劇《混沌的愛》選角試鏡，最終脫穎而出，於2016年在戲劇中首度亮相。2018年在《向日葵的愛戀》首度擔綱女主角。2019年與男星塔納波·里拉塔納卡鄒（Tor）聯合主演《新版鐵石心腸》，飾演女主Minta一角，演技真摯，備受粉絲喜愛，人氣也因此高漲。2020年更以該劇在《Komchadluek Awards》中獲得年度最佳女演員的殊榮。

## 影視作品

### 電視劇
| 首播年份 | 戲名                         | 戲名   | 播放平台 | 角色                                        | 備註            |
| 首播年份 | 譯名                         | 原文名 | 播放平台 | 角色                                        | 備註            |
| 2016年   | 《混沌的愛》                 |        | One 31   | Plaifun                                     | 配角            |
| 2017年   | 《愛在醫學院》               |        | One 31   | Donat                                       | 配角            |
| 2017年   | 《愛的抉擇》                 |        | One 31   | Nam                                         | 主演            |
| 2017年   | 《戀愛日記三部曲：愛之圈套》 |        | One 31   | Kat                                         | 客串            |
| 2017年   | 《迷失的七里香》             |        | One 31   | Janward                                     | 配角            |
| 2018年   | 《腐父無犬女》               |        | One 31   | Fai                                         | 客串 （第17集） |
| 2018年   | 《向日葵的愛戀》             |        | One 31   | Janward                                     | 主演            |
| 2018年   | 《瑪雅毒魅》                 |        | One 31   | Korrapin                                    | 主演            |
| 2019年   | 《鐵石心腸2019》             |        | One 31   | Minta Kanasrikul （Min）                    | 主演            |
| 2020年   | 《穿越時間的愛》             |        | One 31   | Pitchaya                                    | 主演            |
| 2021年   | 《第6號房》                  |        | One 31   | Piangruk （Piang）                          | 主演            |
| 2022年   | 《邱比特的時間》             |        | One 31   | Treenut                                     | 主演            |
| 2023年   | 《愛的轉變》                 |        | One 31   | Rosana Suthasinee （Ros）                   | 主演            |
| 2024年   | 《阿瑜陀耶女王》             |        | One 31   | 丹勇（ตันหยง）／ 陶·因塔拉贴威（ท้าวอินทรเทวี） | 主演            |

### 電影
| 年份   | 劇名     | 角色 | 合作藝人                                                  | 備註     |
| 2019年 | 你還好嗎 | Fern | Noppasin Sangsuwan（NUM KALA）、 納瓦希·普潘塔奇斯（Pon） | MV微電影 |
| 2019年 | 放手     | Fern | Noppasin Sangsuwan（NUM KALA）、 納瓦希·普潘塔奇斯（Pon） | MV微電影 |

### 廣告代言
註：以下資料整理自農吉拉·叻卡準娜袞的電視廣告及Instagram官方帳戶。
| 年份   | 品牌    | 代言項目 | 合作藝人 | 來源  |
| 2021年 | Mistine | 沐浴乳   |          | [ 4 ] |

### 主持
| 年份         | 節目名稱   | 備註     |
| 2021年－至今 | FLEX 104.5 | 廣播電台 |

## MV
| 年份   | 歌名     | 歌名   | 歌手     | 合作藝人          |
| 年份   | 譯名     | 原文名 | 歌手     | 合作藝人          |
| 2019年 | 你還好嗎 |        | NUM KALA | 納瓦希·普潘塔奇斯 |
| 2020年 | 放手     |        | NUM KALA | 納瓦希·普潘塔奇斯 |

## 獎項與提名
| 年份   | 頒獎典禮                      | 獎項                                   | 入圍作品         | 結果 | 來源 |
| 2020年 | Komchadluek Awards            | 劇情類最佳男女角                       | 《鐵石心腸2019》 | 獲獎 |      |
| 2020年 | LINE TV Awards                | 年度最佳情侶 （與朋抔·里拉塔納卡鄒）   | 《鐵石心腸2019》 | 提名 |      |
| 2020年 | Kazz Awards 2020              | Popular Rising Actress                 |                  | 提名 |      |
| 2021年 | Kazz Awards 2021              | Top Actress                            |                  | 提名 |      |
| 2022年 | Global Star Media Awards 2022 | 年度CP新星獎 （與珀拉帕·斯里卡瓊德查） | 《邱比特的時間》 | 獲獎 |      |

## 外部連結
- 諾吉拉·叻卡准南袞於One 31的簡介 （页面存档备份，存于）（泰文）
- 諾吉拉·叻卡准南袞的Instagram帳戶（泰文）
- 諾吉拉·叻卡准南袞的X（前Twitter）（泰文）
- YouTube上的諾吉拉·叻卡准南袞頻道（泰文）